# Аллайский
Аллайский — посёлок в Красноярском районе Астраханской области, входит в состав Бузанского сельсовета.

## География
Посёлок находится  в юго-восточной части Астраханской области, на правом берегу протоки Сухой Бузан дельты реки Волги, вблизи с административной границей с Наримановским районом.
Абсолютная высота  -28 метра ниже уровня моря.
Географическое положение
Расстояние до
районного центра села Красный Яр: 29 км.
областного центра города Астрахань: 33  км.
Ближайшие населённые пункты
Дельта 2 км, Тальниковый 3 км, Новоурусовка 5 км, Белячий 6 км, Староурусовка 6 км, Бузан 6 км, Бузан-Пристань 7 км, Брянский 7 км, Разночиновка 8 км, Ясын-Сокан 8 км, Сеитовка 9 км, Ланчуг 9 км, Нижнелебяжье 10 км, Гнилуша 10 км, Рассвет 10 км, Вятское 11 км, Волжское 11 км, Верхний Бузан 11 км, Айсапай 12 км, Нариманов 13 км, Тулугановка 13 км  
Уличная сеть
ул. Дорожная,  ул. Зеленая,  ул. Луговая,  ул. Новая,  ул. Рабочая,  ул. Речная,  ул. Школьная

## Население
| 2002 | 2010 | 2011 | 2012 | 2013 |
| ---- | ---- | ---- | ---- | ---- |
| 238  | ↘196 | ↗241 | ↗252 | ↘249 |

Этнический состав в 2002
| Национальность | Численность | Процент |
| -------------- | ----------- | ------- |
| Русские        | 117         | 50,65%  |
| Казахи         | 77          | 33,33%  |
| Даргинцы       | 19          | 8,23%   |
| Татары         | 13          | 5,63%   |
| Кумыки         | 5           | 2,16%   |
| Всего          | 231         | 100%    |

Этнический состав в 2010
| Национальность | Численность | Процент |
| -------------- | ----------- | ------- |
| Русские        | 109         | 56,2%   |
| Казахи         | 42          | 21,7%   |
| Ногайцы        | 14          | 7,2%    |
| Табасараны     | 9           | 4,6%    |
| Татары         | 8           | 4,1%    |
| Не указана     | 12          | 6,2%    |
| Всего          | 194         | 100%    |

## Транспорт
Подъезд к автодороге регионального значения Новоурусовка — Белый Ильмень 12Н 123.